# Robert Russell Bennett
Robert Russell Bennett (15. juni 1894 i Kansas City, Missouri, USA – 18. august 1981 i New York City, USA) var en amerikansk komponist og arrangør.
Bennett Blev lært op af sin moder, indtil han tog til Paris for at studere hos Nadia Boulanger.
Han skriver i senromantisk stil, og har komponeret 6 symfonier, orkesterværker,
kammermusik, sange, korværker etc.
Han var mr. arrangør på Broadway Teatret i New York med hele 300 musicals under sin pen.

## Udvalgte værker
- Symfoni nr. 1 (1926) - for orkester
- Symfoni "Abraham Lincoln: En lighed i symfoniform (1929) - for orkester
- Symfoni i D "For Dodgerne" (1941) - for fortæller og orkester
- Symfoni "De fire friheder" (1943) (En symfoni efter fire malerier af Norman Rockwell) - for orkester
- Symfoni "En mindesymfoni: Stephen Foster (1959) - for sangsolister, kor og orkester
- Symfoni "Dedikeret til Fritz Reiner" (1962) - for orkester
- Klaverkoncert (1947) - for klaver og orkester
- Violinkoncert (1941) - for violin og orkester
- Overture til Mississippi (1950) - for orkester
- "Legetøjs Symfoni" (1928) - for blæserkvintet
- "Nattesang" (1928) - fløjte og klaver
- Strygekvartet (1956)